# خلج (شهود)
خلج (به ترکی استانبولی: Hallaç) یک منطقهٔ مسکونی در ترکیه است که در شهود (شهر) واقع شده‌است.